# 萊貝迪夫卡 (庫皮揚斯克區)
50°0′48″N 37°20′23″E / 50.01333°N 37.33972°E
萊貝迪夫卡（烏克蘭語：Лебедівка）是位於烏克蘭東部的村莊，由哈爾科夫州庫皮揚斯克區的大布尔卢克市镇負責管轄。該村始建於1750年，面積0.29平方公里，海拔高度136米，2001年人口111，人口密度每平方公里385.4人。